# Tour de France 2025/10. Etappe
Die 10. Etappe der Tour de France 2025 fand am 14. Juli 2025 und somit am französischen Nationalfeiertag statt. Sie stellte nach der Mûr-de-Bretagne die zweite kleine Bergankunft der 112. Austragung dar. Die Strecke führte über 165,3 Kilometer von Ennezat nach Mont-Dore, wo sich das Ziel auf einer Höhe von 1324 Metern bei der Station du Mont-Dore im Schatten des Puy de Sancy befand. Nach der Zielankunft hatten die Fahrer insgesamt 1688,8 Kilometer absolviert, was 50,58 % der Gesamtdistanz entspricht.
Nach der Etappe wurde der 1. Ruhetag am 15. Juli 2025 in Toulouse abgehalten.
Den Etappensieg sicherte sich der Brite Simon Yates (Team Visma-Lease a Bike), der sich im Schlussanstieg zur Station du Mont-Dore rund zwei Kilometer vor dem Ziel von der Ausreißergruppe absetzte. Er gewann die Etappe mit einem Vorsprung von neun Sekunden vor Thymen Arensman (Ineos Grenadiers). Ben Healy (EF Education-EasyPost) belegte mit einem Rückstand von 31 Sekunden den dritten Tagesrang und übernahm zugleich das Gelbe Trikot von Tadej Pogačar (UAE Team Emirates-XRG).

## Streckenführung
Der neutralisierte Start erfolgte im Zentrum von Ennezat auf der D224, ehe es vorbei an der Kirche St-Victor-Ste-Couronne in Richtung Westen ging. Auf der D83 ging es im Anschuss nach Riom, wo das Rennen auf der D224 freigegeben wurde.
Nach dem offiziellen Start führte die Strecke nach Châtel-Guyon, ehe die Straße auf der D227 erstmals zu steigen begann und auf die Côte de Loubeyrat (707 m) führte. Hier wurde nach 11,8 Kilometern eine Bergwertung der 2. Kategorie abgenommen. Im Anschluss ging es nach Charbonnières-les-Varennes, Enval, Volvic und Chanat-la-Mouteyre, wobei die Straße stetig leicht hügelig verlief. Nach einer kurzen Abfahrt wurde in Durtol bei Kilometer 44,4 der Zwischensprint ausgefahren. Nun folgten drei Bergwertungen der 2. Kategorie innerhalb von 25 Kilometern. Den Auftakt machte die Côte de la Baraque (788 m), die von Clermont-Ferrand aus über die D941 erreicht wurde. Danach ging es von Royat über die D5F auf die Côte de Charade (850 m), die sich unweit des Circuit de Charade befand. Nach einer weiteren Abfahrt bildete die Côte de Berzet (818 m) von Ceyrat den Abschluss der Serie, wobei die drei Bergwertungen bei den Kilometermarken 54,5, 66,6 und 78,4 abgenommen wurden. Über Saint-Genès-Champanelle ging es im Anschluss auf den höheren Col de la Moréno, wo jedoch keine Bergwertung abgenommen wurde. Über die D216 führte die Strecke nun nach Rochefort-Montagne, wo die zweite Serie von Anstiegen begann.
Zunächst führte die D80A auf den Col de Guéry (1268 m), der als Bergwertung der 2. Kategorie 49,9 Kilometer vor dem Ziel überquert wurde. Nach einer kurzen Abfahrt bogen die Fahrer scharf auf die D996 ab, die auf den Col de la Croix Morand (1401 m) führte. Da von diesem jedoch nur die letzten 3,4 Kilometer befahren wurden, wurde der Pass nur als Bergwertung der 3. Kategorie klassifiziert. Von der Passhöhe, die 41,2 Kilometer vor dem Ziel passiert wurde, ging es nun bergab nach Chambon-sur-Lac und Murol, ehe eine nicht-kategorisierte Steigung nach Montaleix führte. Auf der D36 folgte nun ein rund zehn Kilometer langes Plateau, bevor die Straße in Monneaux erneut zu steigen begann. Es folgte die Auffahrt auf den Col de la Croix Saint-Robert (1451 m), der auf einer Länge von 5,1 Kilometern im Schnitt mit 6,4 % anstieg. 9,9 Kilometer vor dem Ziel wurde auf der Passhöhe eine Bergwertung der 2. Kategorie abgenommen, ehe es auf der D36 für 5,6 Kilometer bergab nach Mont-Dore ging. Im Talort angekommen, begann die Straße sofort wieder zu steigen und führte auf der D983 für 3,3 Kilometer mit 8 % zum Zielstrich bei der Station du Mont-Dore. Im Ziel wurde eine Bergwertung der 2. Kategorie abgenommen.
|                            | Ort                              | Kilometer | Länge (km) | Höhe (m) | Ø Steigung | max. Steigung |
| -------------------------- | -------------------------------- | --------- | ---------- | -------- | ---------- | ------------- |
| neutralisierter Start      | Ennezat                          |           |            |          |            |               |
| offizieller Start          | Riom (D224)                      | 0,00      |            |          |            |               |
| Bergwertung (2. Kategorie) | Côte de Loubeyrat                | 11,80     | 4,1        | 707      | 6,3 %      | unbekannt     |
| Zwischensprint             | Durtol                           | 44,40     |            |          |            |               |
| Bergwertung (2. Kategorie) | Côte de la Baraque               | 54,50     | 4,8        | 788      | 7,4 %      | unbekannt     |
| Bergwertung (2. Kategorie) | Côte de Charade                  | 66,60     | 5,1        | 850      | 6,8 %      | unbekannt     |
| Bergwertung (2. Kategorie) | Côte de Berzet                   | 78,40     | 3,4        | 818      | 7,4 %      | unbekannt     |
| Bergwertung (2. Kategorie) | Col de Guéry                     | 115,40    | 3,4        | 1268     | 6,7 %      | unbekannt     |
| Bergwertung (3. Kategorie) | Col de la Croix Morand           | 124,10    | 3,4        | 1401     | 5,7 %      | unbekannt     |
| Bergwertung (2. Kategorie) | Col de la Croix Saint-Robert     | 155,40    | 5,1        | 1451     | 6,4 %      | unbekannt     |
| Bergwertung (2. Kategorie) | Mont-Dore (Station du Mont-Dore) | 165,30    | 3,3        | 1324     | 8,0 %      | unbekannt     |
| Ziel                       | Mont-Dore (Station du Mont-Dore) | 165,30    |            |          |            |               |

## Rennverlauf & Ergebnis
Mit Marijn van den Berg (EF Education-EasyPost) und Georg Zimmermann (Intermarché-Wanty) gingen zwei Fahrer nicht an den Start der 10. Etappe. Unmittelbar nachdem das Rennen freigegeben worden war, kam es zu den ersten Angriffen. Zunächst konnte sich jedoch keine Gruppe entscheidend lösen. Nach wenigen Kilometern erreichten die Fahrer den Anstieg der Côte de Loubeyrat (707 m), auf der sich Lenny Martinez (Bahrain Victorious) die meisten Punkte vor Bruno Armirail (Decathlon AG2R La Mondiale), Michael Woods (Israel-Premier Tech) und Neilson Powless (EF Education-EasyPost) sicherte. Während das Hauptfeld zerfiel und auch einige namhafte Fahrer wie Pavel Sivakov (UAE Team Emirates-XRG), Santiago Buitrago (Bahrain Victorious) und Geraint Thomas (Ineos Grenadiers) distanziert worden waren, bildete sich eine 28 Fahrer umfassende Ausreißergruppe in der mit Simon Yates und Victor Campenaerts (beide Visma-Lease a Bike) zwei Teamkollegen von Jonas Vingegaard vertreten waren. Auch Remco Evenepoel (Soudal Quick-Step) hatte mit Ilan Van Wilder und Valentin Paret-Peintre zwei Mannschaftskollegen in der Gruppe platziert. Dahinter übernahm das UAE Team Emirates-XRG die Nachführarbeit, um die Lücke mit rund 30 Sekunden möglichst gering zu halten.
Nach rund 30 Kilometern schloss mit Pablo Castrillo (Movistar) ein weiterer Fahrer zur Spitzengruppe auf, in der sich nun 29 Fahrer befanden. Die folgenden Teams waren nun, sortiert nach dem bestplatzierten Fahrer in der Gesamtwertung, in der Fluchtgruppe vertreten: Ben Healy, Neilson Powless, Alex Baudin, Harry Sweeny (alle EF Education-EasyPost), Aurélien Paret-Peintre, Bruno Armirail (Decathlon AG2R La Mondiale), Ben O’Connor, Mauro Schmid, Lucas Plapp (Jayco AlUla), Quentin Pacher (Groupama-FDJ), Steff Cras (TotalEnergies), Ilan Van Wilder, Valentin Paret-Peintre (beide Soudal Quick-Step), Simon Yates, Victor Campenaerts (beide Visma-Lease a Bike), Thymen Arensman (Ineos Grenadiers), Joseph Blackmore, Alexei Luzenko, Michael Woods (alle Israel-Premier Tech), Simone Velasco, Clément Champoussin (beide XDS Astana), Quinn Simmons (Lidl-Trek), Julian Alaphilippe, Michael Storer (Tudor), Anders Halland Johannessen (Uno-X Mobility), Iván Romeo, Pablo Castrillo (beide Movistar) und Lenny Martinez (Bahrain Victorious).
Die Ausreißer bauten ihren Vorsprung im Anschluss auf zwei Minuten aus, wobei sich Anders Halland Johannessen beim Zwischensprint die meisten Punkte vor Bruno Armirail und Harry Sweeny sicherte. Auf der Côte de la Baraque (788 m) setzte sich Lenny Martinez vor Anders Halland Johannessen, Michael Woods und Bruno Armirail durch, ehe sich der junge Franzose auch auf der Côte de Charade (850 m) die meisten Punkte vor Michael Woods, Thymen Arensman und Quinn Simmons sicherte. Auch auf der Côte de Berzet (818 m) war Lenny Martinez erfolgreich und baute seinen Vorsprung in der Bergwertung auf elf Punkte aus. Dahinter folgten Michael Woods, Anders Halland Johannessen und Alex Baudin auf den weiteren Plätzen. Auf den zahlreichen Anstiegen zerfiel die große Ausreißergruppe, wobei noch 19 Fahrer an der Spitze des Rennens verblieben. Auf der Passhöhe des Col de Guéry (1268 m) betrug der Vorsprung der Ausreißer bereits fünf Minuten, womit Ben Healy virtuell die Führung in der Gesamtwertung übernahm. Die Bergwertung sicherte sich erneut Lenny Martinez vor Ben Healy, Ben O’Connor und Quinn Simmons. Im Anschluss folgten erste Angriffe, wobei sich kein Fahrer entscheidend lösen konnte. Auf dem Col de la Croix Morand (1401 m) setzte sich Ben Healy vor Quinn Simmons durch. Danach kam es im Col de la Croix Saint-Robert (1451 m) zu weiteren Angriffen und mit Ben Healy, Ben O’Connor, Simon Yates, Thymen Arensman und Michael Storer verblieben nur noch fünf Fahrer in der Spitzengruppe. Ben Healy übernahm dabei den größten Teil der Tempoarbeit um seinen Vorsprung im Kampf um das Gelbe Trikot zu verteidigen. Unterdessen forcierte die Visma-Lease a Bike-Mannschaft immer wieder das Tempo im Hauptfeld, wobei der gesamtführende Tadej Pogačar (UAE Team Emirates-XRG) Angriffe von Matteo Jorgenson und Sepp Kuss parieren musste.
Im Schlussanstieg zur Station du Mont-Dore (1324 m) erwies sich Simon Yates als stärkster Fahrer. Der Brite gewann die Etappe mit einem Vorsprung von neun Sekunden vor Thymen Arensman, während Ben Healy das Ziel mit einem Rückstand von 31 Sekunden als Dritter überquerte. Der Ire übernahm jedoch das Gelbe Trikot, da Tadej Pogačar den Zielstrich als Neunter mit einem Rückstand von vier Minuten und 51 Sekunden überquerte. Nach einem kurzen Antritt von Remco Evenepoel, hatte der Slowene auf den letzten Kilometern selbst angegriffen, wobei ihm nur Jonas Vingegaard folgen hatte können. Der Däne überquerte den Zielstrich dabei ohne Zeitverlust auf dem zehnten Tagesrang. Auf den weiteren Plätzen folgten Florian Lipowitz (Red Bull-Bora-hansgrohe) und Mateo Jorgenson, die drei Sekunden verloren, während Remco Evenepoel, Oscar Onley (Picnic PostNL), Tobias Halland Johannessen (Uno-X Mobility) und Primož Roglič (Red Bull-Bora-hansgrohe) sechs Sekunden einbüßten. Deutlich mehr Zeit verloren Kévin Vauquelin (Arkéa-B&B Hotels) und Mattias Skjelmose Jensen (Lidl-Trek), die im Ziel Rückstände von fünfeinhalb bzw. siebeneinhalb Minuten aufwiesen.
Ben Healy übernahm die Führung in der Gesamtwertung von Pogacar mit nur 29 Sekunden Vorsprung und setzte sich zugleich an die Spitze des Nachwuchswertung. Remco Evenepoel lag als Gesamtdritter eine weitere Minute, Vingegaard weist als Gesamtvierter einen Rückstand von einer Minute und 46 Sekunden auf. Kévin Vauquelin rutschte vom dritten auf den sechsten Gesamtrang hinter Matteo Jorgenson (Visma-Lease a Bike) ab. Dahinter folgten Oscar Onley, Florian Lipowitz, Primož Roglič und Tobias Halland Johannessen, der Mattias Skjelmose Jensen aus den Top 10 verdrängte. 

Lenny Martinez übernahm die Führung in der Bergwertung und liegt nun elf Punkte vor Ben Healy. Jonathan Milan (Lidl-Trek) erreichte das Ziel im vorgegebenen Zeitlimit und verteidigte so die Führung in der Punktewertung. Das Team Visma-Lease a Bike blieb vor dem ersten Ruhetag an der Spitze der Mannschaftswertung. Neben den beiden Nichtstartern gab auch Søren Wærenskjold (Uno-X Mobility) das Rennen auf, womit noch 172 Fahrer im Rennen verblieben.
| \| Etappenergebnis \| Etappenergebnis \| Etappenergebnis \| Etappenergebnis \| Etappenergebnis \| \| Fahrer \| Fahrer \| Land \| Team \| Zeit \| \| --------------- \| -------------------------- \| ---------------------- \| -------------------------- \| --------------- \| \| 1. \| Simon Yates \| Vereinigtes Königreich \| Team Visma \\| Lease a Bike \| 4 h 20 min 05 s \| \| 2. \| Thymen Arensman \| Niederlande \| Ineos Grenadiers \| + 9 s \| \| 3. \| Ben Healy \| Irland \| EF Education-EasyPost \| + 31 s \| \| 4. \| Ben O’Connor \| Australien \| Team Jayco AlUla \| + 49 s \| \| 5. \| Michael Storer \| Australien \| Tudor Pro Cycling Team \| + 1 min 23 s \| \| 6. \| Joseph Blackmore \| Vereinigtes Königreich \| Israel-Premier Tech \| + 3 min 57 s \| \| 7. \| Anders Halland Johannessen \| Norwegen \| Uno-X Mobility \| + 4 min 38 s \| \| 8. \| Lenny Martinez \| Frankreich \| Bahrain Victorious \| + 4 min 51 s \| \| 9. \| Tadej Pogačar \| Slowenien \| UAE Team Emirates XRG \| + 4 min 51 s \| \| 10. \| Jonas Vingegaard \| Dänemark \| Team Visma \\| Lease a Bike \| + 4 min 51 s \| |                            |                        |                            |                 |
| |                            |                        |                            |                 |
| Quellen: ProCyclingStats Cycling Quotient |                            |                        |                            |                 |
| Etappenergebnis |                            |                        |                            |                 |
| Fahrer | Fahrer                     | Land                   | Team                       | Zeit            |
| 1. | Simon Yates                | Vereinigtes Königreich | Team Visma \| Lease a Bike | 4 h 20 min 05 s |
| 2. | Thymen Arensman            | Niederlande            | Ineos Grenadiers           | + 9 s           |
| 3. | Ben Healy                  | Irland                 | EF Education-EasyPost      | + 31 s          |
| 4. | Ben O’Connor               | Australien             | Team Jayco AlUla           | + 49 s          |
| 5. | Michael Storer             | Australien             | Tudor Pro Cycling Team     | + 1 min 23 s    |
| 6. | Joseph Blackmore           | Vereinigtes Königreich | Israel-Premier Tech        | + 3 min 57 s    |
| 7. | Anders Halland Johannessen | Norwegen               | Uno-X Mobility             | + 4 min 38 s    |
| 8. | Lenny Martinez             | Frankreich             | Bahrain Victorious         | + 4 min 51 s    |
| 9. | Tadej Pogačar              | Slowenien              | UAE Team Emirates XRG      | + 4 min 51 s    |
| 10. | Jonas Vingegaard           | Dänemark               | Team Visma \| Lease a Bike | + 4 min 51 s    |

## Gesamtstände
| \| Gesamtwertung \| Gesamtwertung \| Gesamtwertung \| Gesamtwertung \| Gesamtwertung \| \| Fahrer \| Fahrer \| Land \| Team \| Zeit \| \| ------------- \| -------------------------- \| ---------------------- \| -------------------------- \| ---------------- \| \| 1. \| Ben Healy \| Irland \| EF Education-EasyPost \| 37 h 41 min 49 s \| \| 2. \| Tadej Pogačar \| Slowenien \| UAE Team Emirates XRG \| + 29 s \| \| 3. \| Remco Evenepoel \| Belgien \| Soudal Quick-Step \| + 1 min 29 s \| \| 4. \| Jonas Vingegaard \| Dänemark \| Team Visma \\| Lease a Bike \| + 1 min 46 s \| \| 5. \| Matteo Jorgenson \| Vereinigte Staaten \| Team Visma \\| Lease a Bike \| + 2 min 06 s \| \| 6. \| Kévin Vauquelin \| Frankreich \| Arkéa-B&B Hotels \| + 2 min 26 s \| \| 7. \| Oscar Onley \| Vereinigtes Königreich \| Team Picnic-PostNL \| + 3 min 24 s \| \| 8. \| Florian Lipowitz \| Deutschland \| Red Bull-Bora-Hansgrohe \| + 3 min 24 s \| \| 9. \| Primož Roglič \| Slowenien \| Red Bull-Bora-Hansgrohe \| + 3 min 41 s \| \| 10. \| Tobias Halland Johannessen \| Norwegen \| Uno-X Mobility \| + 5 min 03 s \| |                            |                        |                            |                  |
| |                            |                        |                            |                  |
| Quellen: ProCyclingStats Cycling Quotient |                            |                        |                            |                  |
| Gesamtwertung |                            |                        |                            |                  |
| Fahrer | Fahrer                     | Land                   | Team                       | Zeit             |
| 1. | Ben Healy                  | Irland                 | EF Education-EasyPost      | 37 h 41 min 49 s |
| 2. | Tadej Pogačar              | Slowenien              | UAE Team Emirates XRG      | + 29 s           |
| 3. | Remco Evenepoel            | Belgien                | Soudal Quick-Step          | + 1 min 29 s     |
| 4. | Jonas Vingegaard           | Dänemark               | Team Visma \| Lease a Bike | + 1 min 46 s     |
| 5. | Matteo Jorgenson           | Vereinigte Staaten     | Team Visma \| Lease a Bike | + 2 min 06 s     |
| 6. | Kévin Vauquelin            | Frankreich             | Arkéa-B&B Hotels           | + 2 min 26 s     |
| 7. | Oscar Onley                | Vereinigtes Königreich | Team Picnic-PostNL         | + 3 min 24 s     |
| 8. | Florian Lipowitz           | Deutschland            | Red Bull-Bora-Hansgrohe    | + 3 min 24 s     |
| 9. | Primož Roglič              | Slowenien              | Red Bull-Bora-Hansgrohe    | + 3 min 41 s     |
| 10. | Tobias Halland Johannessen | Norwegen               | Uno-X Mobility             | + 5 min 03 s     |

| Punktewertung | Punktewertung        | Punktewertung      | Punktewertung              | Punktewertung |
| Fahrer        | Fahrer               | Land               | Team                       | Punkte        |
| ------------- | -------------------- | ------------------ | -------------------------- | ------------- |
| 1.            | Jonathan Milan       | Italien            | Lidl-Trek                  | 227 P.        |
| 2.            | Tadej Pogačar        | Slowenien          | UAE Team Emirates XRG      | 163 P.        |
| 3.            | Biniam Girmay        | Eritrea            | Intermarché-Wanty          | 151 P.        |
| 4.            | Tim Merlier          | Belgien            | Soudal Quick-Step          | 150 P.        |
| 5.            | Mathieu van der Poel | Niederlande        | Alpecin-Deceuninck         | 128 P.        |
| 6.            | Anthony Turgis       | Frankreich         | Team TotalEnergies         | 106 P.        |
| 7.            | Jonas Vingegaard     | Dänemark           | Team Visma \| Lease a Bike | 86 P.         |
| 8.            | Kaden Groves         | Australien         | Alpecin-Deceuninck         | 67 P.         |
| 9.            | Quinn Simmons        | Vereinigte Staaten | Lidl-Trek                  | 64 P.         |
| 10.           | Remco Evenepoel      | Belgien            | Soudal Quick-Step          | 59 P.         |

| Bergwertung | Bergwertung                | Bergwertung            | Bergwertung                | Bergwertung |
| Fahrer      | Fahrer                     | Land                   | Team                       | Punkte      |
| ----------- | -------------------------- | ---------------------- | -------------------------- | ----------- |
| 1.          | Lenny Martinez             | Frankreich             | Bahrain Victorious         | 27 P.       |
| 2.          | Ben Healy                  | Irland                 | EF Education-EasyPost      | 16 P.       |
| 3.          | Michael Woods              | Kanada                 | Israel-Premier Tech        | 11 P.       |
| 4.          | Tim Wellens                | Belgien                | UAE Team Emirates XRG      | 8 P.        |
| 5.          | Thymen Arensman            | Niederlande            | Ineos Grenadiers           | 8 P.        |
| 6.          | Tadej Pogačar              | Slowenien              | UAE Team Emirates XRG      | 7 P.        |
| 7.          | Anders Halland Johannessen | Norwegen               | Uno-X Mobility             | 6 P.        |
| 8.          | Simon Yates                | Vereinigtes Königreich | Team Visma \| Lease a Bike | 5 P.        |
| 9.          | Quinn Simmons              | Vereinigte Staaten     | Lidl-Trek                  | 5 P.        |
| 10.         | Ben O’Connor               | Australien             | Team Jayco AlUla           | 5 P.        |

| Nachwuchswertung | Nachwuchswertung  | Nachwuchswertung       | Nachwuchswertung        | Nachwuchswertung |
| Fahrer           | Fahrer            | Land                   | Team                    | Zeit             |
| ---------------- | ----------------- | ---------------------- | ----------------------- | ---------------- |
| 1.               | Ben Healy         | Irland                 | EF Education-EasyPost   | 37 h 41 min 49 s |
| 2.               | Remco Evenepoel   | Belgien                | Soudal Quick-Step       | + 1 min 29 s     |
| 3.               | Kévin Vauquelin   | Frankreich             | Arkéa-B&B Hotels        | + 2 min 26 s     |
| 4.               | Oscar Onley       | Vereinigtes Königreich | Team Picnic-PostNL      | + 3 min 24 s     |
| 5.               | Florian Lipowitz  | Deutschland            | Red Bull-Bora-Hansgrohe | + 3 min 34 s     |
| 6.               | Carlos Rodríguez  | Spanien                | Ineos Grenadiers        | + 5 min 44 s     |
| 7.               | Mattias Skjelmose | Dänemark               | Lidl-Trek               | + 7 min 02 s     |
| 8.               | Romain Grégoire   | Frankreich             | Groupama-FDJ            | + 15 min 15 s    |
| 9.               | Joseph Blackmore  | Vereinigtes Königreich | Israel-Premier Tech     | + 28 min 54 s    |
| 10.              | Alex Baudin       | Frankreich             | EF Education-EasyPost   | + 30 min 20 s    |

| Mannschaftswertung | Mannschaftswertung              | Mannschaftswertung           | Mannschaftswertung |
| Team               | Team                            | Land                         | Zeit               |
| ------------------ | ------------------------------- | ---------------------------- | ------------------ |
| 1.                 | Team Visma \| Lease a Bike      | Niederlande                  | 113 h 06 min 32 s  |
| 2.                 | UAE Team Emirates XRG           | Vereinigte Arabische Emirate | + 16 min 45 s      |
| 3.                 | Decathlon AG2R La Mondiale Team | Frankreich                   | + 28 min 12 s      |
| 4.                 | Groupama-FDJ                    | Frankreich                   | + 29 min 07 s      |
| 5.                 | Arkéa-B&B Hotels                | Frankreich                   | + 29 min 41 s      |
| 6.                 | Red Bull-BORA-hansgrohe         | Deutschland                  | + 33 min 50 s      |
| 7.                 | Ineos Grenadiers                | Vereinigtes Königreich       | + 36 min 38 s      |
| 8.                 | EF Education-EasyPost           | Vereinigte Staaten           | + 39 min 36 s      |
| 9.                 | Movistar Team                   | Spanien                      | + 47 min 10 s      |
| 10.                | Team TotalEnergies              | Frankreich                   | + 51 min 42 s      |

## Ausgeschiedene Fahrer
- Marijn van den Berg (EF Education-EasyPost): wegen Verletzungen, die er sich beim Sturz auf der 1. Etappe zuzog, nicht gestartet[3]
- Georg Zimmermann (Intermarché-Wanty): wegen Verdacht auf Gehirnerschütterung und weiteren Verletzungen, die er sich beim Sturz auf der 9. Etappe zuzog, nicht gestartet[3]
- Søren Wærenskjold (Uno-X Mobility): während der Etappe aufgegeben[3]